# Gulabi Sapera
Gulabi Sapera est une danseuse du Rajasthan, en Inde. Elle est née dans les années 1960 dans une communauté gitane. Elle aurait été destinée à continuer à vivre selon les préceptes de la vie communautaire d'une basse caste dans ce pays, si sa passion pour la danse et le chant n'avait pas été si importante.
Gulabi Sapera est devenue une célébrité. Elle est surnommée Gulabo, masculin de son prénom, car considérée pour son mérite de s'être battue comme un homme pour obtenir cette réussite artistique.
Elle est très présente dans l'œuvre musicale de Titi Robin.